# Бобовской, Сергей Викторович
Сергей Викторович Бобовской (29 февраля 1960, Иркутск — 4 февраля 2020, там же) — советский и российский футболист, центральный защитник. Сыграл 350 матчей за иркутскую «Звезду».

## Биография
Первые тренеры — Галета Юрий Евгеньевич, Веденеев Александр Петрович. Уже в 12-летнем возрасте выступал среди взрослых на первенстве завода, где работал его отец. Вызывался в юношескую сборную РСФСР, участвовал в турнире «Надежда».
С 1980 года выступал в соревнованиях мастеров за иркутскую «Звезду». Был одним из ведущих защитников клуба, отличался техничной игрой. Много лет составлял дуэт центральных защитников с Василием Савиным. Получал приглашения от московского «Спартака», донецкого «Шахтёра», «Ротора», но долгое время отказывался от перехода.
В 1988 году перешёл в «Уралмаш», стал победителем зонального турнира второй лиги. В этот период жил в одной квартире с Олегом Веретенниковым, только начинавшим свою карьеру. Помимо Иркутска, также играл в первые годы после распада СССР за «Металлург» (Алдан) и «Селенгу» (Улан-Удэ).
В составе иркутской «Звезды» провёл 13 сезонов, сыграл 350 матчей и забил 26 голов в первенствах СССР и России.
После окончания карьеры работал тренером по футболу в иркутской средней школе № 75. В 2005 году получил серьёзные ожоги и провёл 50 дней в больнице, однако после этого продолжил работу. Участвовал в матчах ветеранов. Скончался 4 февраля 2020 года.

## Личная жизнь
Родители — Виктор Гурьянович и Анна Мироновна. Супруга Ольга, дочь футбольного тренера Валерия Выборова. Две дочери.

## Достижения
- Победитель 2-й зоны Второй лиги СССР: 1988
- Серебряный призёр 6-й зоны Второй лиги России: 1992
- Серебряный призёр 4-й зоны Второй лиги СССР (2): 1985, 1989
- Бронзовый призёр 4-й зоны Второй лиги СССР: 1982